# Cytoplasmastrømninger
Cytoplasmastrømninger foregår bl.a. i planteceller, hvor cytoplasmastrømninger fører kloroplasterne (grønkorn) rundt i cellen [kilde mangler].